# 自発的対称性の破れ
自発的対称性の破れ（じはつてきたいしょうせいのやぶれ、spontaneous symmetry breaking）とは、ある対称性をもった系がエネルギー的に安定な真空に落ち着くことで、より低い対称性の系へと移る現象やその過程を指す。類義語に明示的対称性の破れや量子異常による対称性の破れ、またこれらの起源の1つとしての力学的対称性の破れなどがある。
主に物性物理学、素粒子物理学において用いられる概念であり、前者では超伝導を記述するBCS理論でクーパー対ができる十分条件、後者では標準模型においてゲージ対称性を破り、ウィークボソンに質量を与えるヒッグス機構等に見ることができる。また、この他、磁気学における強磁性体の磁化についても発生の前後で自発的対称性の破れが考えられている。
有限自由度の量子系では、ハミルトニアンがある対称性を持つとき、その真空状態もまた同じ対称性を持ち自発的対称性の破れは起こらない。これは、古典的には複数のエネルギー極小状態を持つ系であっても、量子論ではトンネル効果のために有限の確率でこれらの状態間の遷移が可能であり、これらの重ね合わせ状態として真空状態が実現することに由来する。しかし無限自由度系ではこのようなトンネル確率はゼロであり、対称性が自発的に破れている系には複数の真空状態が縮退して存在する。このことは南部・ゴールドストーン粒子の存在やヒッグス機構によるゲージ場の質量獲得と関係している。

## メキシカン・ハット（ワイン・ボトル）型ポテンシャル

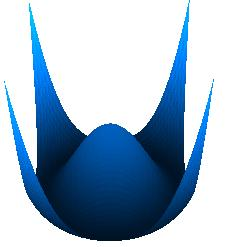
（＊）式で とした場合の自発的対称性の破れの図（ は谷の円周方向である）

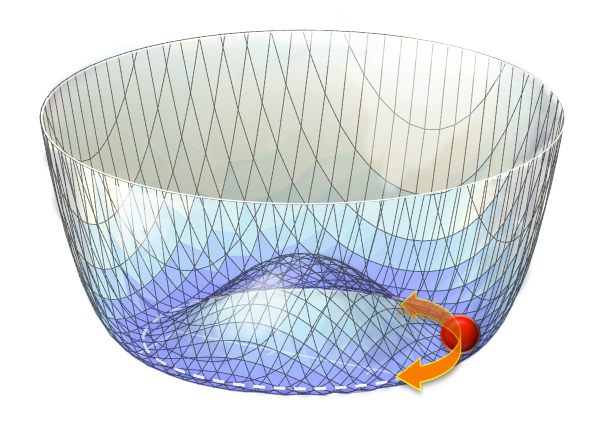

理論物理学では場の対称性は全て作用（もしくはラグランジアン、ハミルトニアン）に含まれるとされる。　
特にラグランジアンのポテンシャル（相互作用）項は系の状態を如実に表す。自発的対称性の破れの説明にて取り上げられる最も簡単なモデルのひとつが「メキシカン・ハット（ワイン・ボトル）型ポテンシャル」である。
複素スカラー場 {\displaystyle \phi =\phi _{0}\,e^{i\theta }} が次のような運動項、ポテンシャル項 V(φ) をもつ系を考える。
{\displaystyle L=\partial ^{\mu }\phi ^{*}\,\partial _{\mu }\phi -V(\phi )\ ,}
{\displaystyle V(\phi )=\mu |\phi |^{2}+\lambda |\phi |^{4}\quad \cdots (*)} このとき μ、λ は任意の定数であり、θ の値を任意に変化させてもラグランジアン L は不変である（対称性がある）。スカラー場の基底状態（真空）はポテンシャルの安定点で決まる。
μ，λ がともに正値のとき、ポテンシャルVは全域で下に凸となる。その中心でもある極小点が唯一の安定点であり、 φ=0 （ {\displaystyle \phi _{0}=0} ）でありラグランジアンも真空も θ の値によらず、対称性は破れようがない。
一方 μ<0，λ>0 のときには右図のような原点近くのみ上に凸の面となる（これがメキシカンハットに形容される）。このときには、中心からずれた
{\displaystyle \phi ={\sqrt {-{\frac {\mu }{2\lambda }}}}\ e^{i\theta }}
の円の上が安定な基底状態（真空）である。
この系について、中心のφ=0は依然としてU(1) 対称性（図のポテンシャルの周方向回転、 0<=θ<2π の回転）を備えた真空に対応はするものの不安定である。一方でこの系が、より安定な真空に移る、すなわち、ある θ の値をもってポテンシャルの谷のうちの一点が無作為に自然と選ばれると、その点について U(1) 対称性は失われている。この論理や相当する現象が”自発的対称性の破れ”と呼ばれる。
素粒子物理学のワインバーグ＝サラム理論では、同様のポテンシャル(ただし、複素スカラー場は2つ)を考えることにより、ゲージ対称性{\displaystyle SU(2)_{L}\times U(1)_{Y}} を {\displaystyle U(1)_{em}} をもって破り、ラグランジアンでは質量ゼロであったウィークボソンに質量を与えている。

## 自発磁化と自発的対称性の破れ
強磁性体では外部から磁場を掛けなくとも物質内部の磁気モーメントが揃った領域（磁区）ができること（自発磁化）が知られている。この現象は原子間のスピンの向きに関する相互作用による。この相互作用は3次元ハイゼンベルク模型では
{\displaystyle H_{int}=J\sum _{i}^{n}{\vec {S}}_{i}\cdot {\vec {S}}_{i+1}}
で表されるが、この相互作用ハミルトニアンは座標回転に対応したO(3)変換に対して不変である。ここで {\displaystyle {\vec {S}}_{i}} はスピンベクトル、{\displaystyle J\,(>0)} は交換相互作用定数を表し、{\displaystyle n} はスピンの数である。これを見るとどの方向に自発磁化ができるかは全く等価であり、いずれも等しく系の基底状態で理論から定めることはできない。
一方で自発磁化が発生した後にはその方向が系の基底状態であり、それ以外の方向を磁気モーメントが向くことは系を励起させることになる。つまり元々あった対称性が壊れており、「自発的対称性の破れが起こった」と表現される。